# Contea di Lake (Dakota del Sud)
La contea di Lake,in inglese Lake County, è una contea dello Stato del Dakota del Sud, negli Stati Uniti. La popolazione al censimento del 2000 era di 11 276 abitanti. Il capoluogo di contea è Madison.